# Pachycondyla malayana
Pachycondyla malayana är en myrart som först beskrevs av Wheeler 1929.  Pachycondyla malayana ingår i släktet Pachycondyla och familjen myror. Inga underarter finns listade i Catalogue of Life.